# Julie Dawn Cole
Julie Dawn Cole (Guildford, 26 ottobre 1957) è un'attrice britannica, famosa per aver interpretato Verusca Salt nel film Willy Wonka e la fabbrica di cioccolato del 1971.

## Biografia
Nata nel 1957, a Guildford, esordisce a soli 14 anni nel film Willy Wonka e la fabbrica di cioccolato di Mel Stuart dove interpreta la viziata Verusca Salt. S’è sposata nel 1991 con l’attore Nick Wilton, da cui ha avuto due figli. La coppia ha divorziato nel 2002.

## Filmografia

### Cinema
- Willy Wonka e la fabbrica di cioccolato (Willy Wonka & the chocolate factory), regia di Mel Stuart (1971)
- Toccarlo... porta fortuna (That Lucky Touch), regia di Christopher Miles (1975)
- Paganini Strikes Again, regia di Gerry O'Hara (1977)

### Televisione
- Mamy fa per tre (...And Mother Makes Three) – serie TV, 5 episodi (1971-1972)
- ITV Saturday Night Theatre – serie TV, episodio 5x29 (1973)
- I misteri di Orson Welles (Orson Welles' Great Mysteries) – serie TV, episodio 1x07 (1973)
- My Old Man – serie TV, episodio 1x07 (1974)
- Within These Walls – serie TV, episodio 3x13 (1975)
- Angels – serie TV, 28 episodi (1975-1976)
- Poldark – serie TV, 6 episodi (1977)
- People Like Us – miniserie TV, 1 puntata (1978)
- The Many Wives of Patrick – serie TV, 4 episodi (1977-1978)
- The Mill on the Floss – miniserie TV, 5 puntate (1979)
- Dick Turpin – serie TV, episodio 1x10 (1979)
- Bernie – serie TV, episodio 2x02 (1980)
- Company and Co – serie TV, episodio 1x06 (1980)
- The Jim Davidson Show – serie TV, episodi 2x01-2x03 (1980)
- Grundy – serie TV, 6 episodi (1980)
- Rings on Their Fingers – serie TV, episodio 3x04 (1980)
- Jackanory – serie TV, 5 episodi (1981)
- Il brivido dell'imprevisto (Tales of the Unexpected) – serie TV, episodio 5x18 (1982)
- Kelly Monteith – serie TV, episodio 4x02 (1982)
- Camille, regia di Desmond Davis – film TV (1984)
- Up the Elephant and Round the Castle – serie TV, episodio 2x02 (1985)
- Terry and June – serie TV, episodio 8x02 (1985)
- Galloping Galaxies! – serie TV, 5 episodi (1985-1986)
- Tandoori Nights – serie TV, episodio 2x04 (1987)
- L'asso della Manica (Bergerac) – serie TV, episodio 7x04 (1989)
- EastEnders – serial TV, 6 episodi (1991)
- Moon and Son – serie TV, episodio 1x11 (1992)
- WYSIWYG – serie TV, 5 episodi (1992)
- The Upper Hand – serie TV, episodi 4x03-4x07 (1992)
- The Politician's Wife – miniserie TV, 2 puntate (1995)
- How to Be a Little Sod – serie TV, episodio 1x08 (1996)
- Married for Life – serie TV, 7 episodi (1996)
- Animal Ark – serie TV, episodio 2x02 (1998)
- Noah's Ark – serie TV, episodio 2x05 (1998)
- Doctors – serial TV, 1 episodio (2001)
- Down to Earth – serie TV, episodio 3x01 (2003)
- Fortysomething – serie TV, episodio 1x01 (2003)
- The Second Quest, regia di David Jason – film TV (2004)
- Valle di luna (Emmerdale Farm Emmerdale) – serial TV, 14 episodi (1978-2006)
- Angel Cake, regia di Simon Delaney – film TV (2006)
- Holby City – serie TV, episodi 14x52-15x26 (2012-2013)
- Casualty – serie TV, 4 episodi (1987-2013)